# Йохан Вилхелм (Саксония-Айзенах)
Йохан Вилхелм фон Саксония-Айзенах (на немски: Johann Wilhelm von Sachsen-Eisenach; * 17 октомври 1666, Фридевалд; † 14 януари 1729, Айзенах) от ернестинските Ветини, е херцог на Саксония-Айзенах от 1698 до 1729 г.

## Живот
Той е третият син на херцог Йохан Георг I фон Саксония-Айзенах (1634 – 1686) и графиня Йоханета фон Сайн-Витгенщайн (1626 – 1701). Брат е на Фридрих Август и Йохан Георг II.
През 1686 г. Йохан Вилхелм наследява донесеното от майка му Графство Сайн-Алтенкирхен. След смъртта на бездетния му брат Йохан Георг II през 1698 г. той става управляващ херцог на Саксония-Айзенах.

## Фамилия
Йохан Вилхелм е женен четири пъти и има 12 деца.
Първи брак: 28 ноември 1690 г. с Амалия фон Насау-Диц (1655 – 1695), дъщеря на княз Вилхелм Фридрих фон Насау-Диц. Те имат син:
- Вилхелм Хайнрих (1691 – 1741), негов наследник
- Албертина Йоханета (1693 – 1700)

Втори брак: 27 февруари 1697 г. с Кристина Юлиана фон Баден-Дурлах (* 12 септември 1678; † 10 юли 1707), дъщеря на принцрегент Карл Густав фон Баден-Дурлах. Те имат три дъщери:
- Йоханета Антоанета Юлиана (31 януари 1698 – 13 април 1726), омъжена на 9 май 1721 г. за херцог Йохан Адолф II фон Саксония-Вайсенфелс (1685 – 1746), най-малкият син на херцог Йохан Адолф I
- Каролина Христина (15 април 1699 – 25 юли 1743), омъжена на 24 ноември 1725 г. за ландграф Карл I фон Хесен-Филипстал (1682 – 1770)
- Антон Густав (12 август 1700 – 4 октомври 1710)
- Шарлота Вилхелмина Юлиана (27 юни 1703 – 17 август 1774, Ерфурт), неомъжена
- Йоханета Вилхелмина Юлиана (10 септември 1704 – 3 януари 1705)
- Карл Вилхелм (9 януари 1706 – 24 февруари 1706)
- Карл Август (10 юни 1707 – 22 февруари 1711)

Трети брак: 28 юли 1708 г. с Магдалена Сибила фон Саксония-Вайсенфелс (1673–1726), дъщеря на херцог Йохан Адолф I фон Саксония-Вайсенфелс. Те имат децата:
- Йохана Магдалена София (1710 – 1711)
- Кристиана Вилхелмина (1711 – 1740), омъжена 1734 г. за княз Карл фон Насау-Узинген (1712 – 1775)
- Йохан Вилхелм (1713)

Четвърти брак: 29 май 1727 г. с Мария Кристина Фелицитас фон Лайнинген-Дагсбург-Фалкенбург-Хайдесхайм (29 декември 1692 – 3 юни 1734), вдовица на маркграф Кристоф фон Баден-Дурлах (1684 – 1723), дъщеря на Йохан Карл Август фон Лайнинген-Дагсбург. Те нямат деца.